# Alparslan Çelik
Pour les articles homonymes, voir Çelik.
Alparslan Çelik, né en 1982 à Keban, est un membre des Loups gris et un chef rebelle de la guerre civile syrienne. Le 24 novembre 2015, après qu'un chasseur turc ait abattu un bombardier russe, il est suspecté du meurtre du pilote russe Oleg Peshkov lors de sa descente en parachute.

## Biographie
Alparslan Çelik est un citoyen turc, de la province d'Elâzığ, fils de Ramazan Çelik, maire de la ville de Keban et membre du parti d'extrême droite turc Parti d'action nationaliste (MHP) et membre des Loups gris, un mouvement armé néo-fasciste, anti-communiste, anti-PKK qui s'est distingué notamment pour la tentative d'assassinat de Jean-Paul II. 
Pendant la guerre civile syrienne, il devient un des chefs de la 2e division côtière, groupe rebelle constitué de Turkmènes de Syrie.
Le 24 novembre 2015, un Su-24 russe est abattu par deux F-16 turcs. Peu après, Alparslan Çelik affirme que ses forces ont tué les deux pilotes. Les rebelles turkmènes sont formés par les Forces spéciales turques. Le programme d'entraînement était mené avec les Américains jusqu'à ce qu'ils découvrent, durant l'été 2015, que des Turkmènes avaient des « profils suspects ». Selon un porte-parole d’une milice turkmène, pas moins de 600 soldats turcs se seraient déployés dans le nord de la Syrie pour se battre au côté des combattants turkmènes depuis le 10 août 2015. Le journal libanais L'Orient-Le Jour confirme la « présence directe de forces de sécurité turques dans les villages turkmènes » de Syrie quand le bombardier russe s'est écrasé.
Dans une vidéo, Alparslan Çelik a déclaré que « les deux pilotes ont été récupérés, morts. Nos camarades ont ouvert le feu et les ont abattus en l'air » tout en montrant un fragment de parachute. Dans une vidéo, pendant que les parachutistes étaient mitraillés, une personne crie en turc, dans le fond sonore, d'« arrêtez de tirer ! On les capture en otage ! » pendant que les pilotes descendaient en parachute. 
La porte-parole du ministère russe des Affaires étrangères, Maria Zakharova exige des autorités turques l'arrestation d'Alparslan Çelik et de ses complices et de les traduire en justice pour l'assassinat du pilote russe, car il aurait « avoué son implication directe dans le meurtre du pilote russe » lors d'un interview pour le journal turc Hürriyet en disant que « sa conscience ne pouvait pas être troublée par quelqu'un qui lance des bombes sur les civils turkmènes chaque jour » et ajoute que « la vengeance est le droit le plus naturel ».
Le 31 mars 2016, la police turque arrête Alparslan Çelik avec une dizaine d'autres personnes dans un restaurant d'Izmir. Cependant, l'arrestation d'Alparslan Çelik n'est pas liée à l'assassinat d'Oleg Pechkov, mais selon son avocat, cela aurait une « motivation politique ».
L'ancien chef d'état-major de l'armée turque, le général Ilker Basbug, devant les étudiants et les enseignants de l'université Atatürk d'Erzurum, déclare qu'Alparslan Çelik a commis un crime de guerre et doit être jugé. Le 25 avril 2016, les autorités russes ont demandé d'avoir accès à la déposition d'Alparslan Çelik. Cependant, le 9 mai 2016, Alparslan Çelik a affirmé avoir ordonné à ses hommes de ne pas tirer sur le pilote russe. Après avoir visionné une vidéo, le procureur d'Izmir a abandonné toutes les charges retenues contre lui.